# Chorłowo (przystanek kolejowy)
Chorłowo (ros. Хорлово) – przystanek kolejowy w miejscowości Chorłowo, w rejonie woskriesienskim, w obwodzie moskiewskim, w Rosji. Położony jest na Wielkim Pierścieniu Kolei Moskiewskiej.